# Cubocephalus anatorius
Cubocephalus anatorius là một loài tò vò trong họ Ichneumonidae.